# 陶瑞賓
陶瑞賓（Johnson Toribiong，1946年7月22日—），帛琉政治家、律師，第8任總統。

## 生平
陶瑞賓出生於二戰後屬於太平洋群島託管地的帛琉的艾拉伊州，他曾經與1965-1966年間就讀於關島大學，之後留學美國，先於1972年獲得法律博士學位，再於1973年獲得華盛頓大學法學院的法學碩士學位，他的法學碩士論文的題目是“船舶造成的石油污染和密克羅尼西亞：海事管轄權和適用法律的調查”。 在做總統之前，的2001年至2008年間，曾任帛琉駐中華民國大使。

## 總統生涯
他於2008年的總統選舉中，以1,629票對1,499票，擊敗時任副總統，於2009年1月1日就職出任總統，上任一個月後就訪問了臺灣，與中華民國總統馬英九進行了會面。
他一共五次參加總統選舉，但除了2008年的選舉之外，其他四次均落選。第一次是1992年，與時任總統恩基拉特凱爾·埃特皮森一同敗選於中村邦夫。第二次是1996年，但又一次敗選於時任總統中村邦夫，結果是中村獲得連任至2001年1月。2012年，當時打算競選連任的陶瑞賓再一次敗選，他的前任總統小湯米·雷蒙傑索第二次當選，到2013年他正式任滿離職。2020年他又一次競選總統，結果敗給了現任總統惠恕仁。

## 外部連結
- 太平洋雜誌：陶瑞賓贏得帛琉總統大選[]

| 官衔                 | 官衔                    | 官衔                 |
| -------------------- | ----------------------- | -------------------- |
| 前任： 湯米·雷蒙傑索 | 帛琉總統 2009年－2013年 | 繼任： 湯米·雷蒙傑索 |